# ساتشيأو ناكاغاوا
ساتشيأو ناكاغاوا (بالإسبانية: Sachio Nakagoe)‏ (مواليد 20 أكتوبر 1965)، هو لاعب كرة قدم سابق كان يلعب كلاعب وسط.